# إييتشيرو أوزاكي
إييتشيرو أوزاكي (باليابانية: 尾崎 瑛一郎) (7 ديسمبر 1984 في شيزوكا في اليابان – )؛ هو لاعب كرة قدم ياباني سابق كان يلعب كمدافع.

## وصلات خارجية
- إييتشيرو أوزاكي على موقع رابطة كرة القدم اليابانية للمحترفين (اليابانية)
- إييتشيرو أوزاكي على موقع قاعدة بيانات كرة القدم.إي يو (الإنجليزية)
- إييتشيرو أوزاكي على موقع Soccerway.com (الإنجليزية)